# Michigan
Michigan (udtales [ˈmɪʃɪɡən]) er en delstat i USA med omkring 10.077.331(2020) indbyggere. Den ligger i midtvesten og har grænse mod Ohio  og Indiana i syd, Illinois i sydvest, Wisconsin i vest og mod Canada i nord og øst. 
Navnet kommer fra Lake Michigan, som via fransk er afledt af anishinaabe-ordet misshikama, som betyder "stor sø". Den største by i Michigan er Detroit, og delstatshovedstaden er Lansing. Med omkring ti millioner indbyggere er Michigan USA's tiende folkerigeste delstat. Michigan blev optaget som USA's 26. delstat den 26. januar 1837.

## Historie
Michigan var beboet af flere indfødte folkegrupper før europæernes ankomst. De første europæere, som bosatte sig i Michigan, var franskmændene, som grundlagde Detroit i 1701. Fra 1763 kom Michigan under britisk kontrol.
Michigans status var omstridt efter USA's uafhængighedskrig, og de sidste britiske styrker trak sig ikke ud af Michigan før 1847. Michigan fik sin første regering i 1836, men blev ikke en stat i Unionen før 1837 på grund af en grænsetvist med Ohio.
Ved starten af 1900-tallet oplevede økonomien i Michigan et opsving. Henry Ford gjorde Detroit til centrum for USA's bilindustri. 
Fra og med 1970'erne er det gået ned ad bakke med Michigans bilindustri på grund af udenlandsk konkurrence og outsourcing af arbejdspladser til udlandet. Dette har ført til arbejdsløshed og har gjort Michigan til en del af det såkaldte rustbælte.

## Politik
Lansing er Michigans hovedstad, og byen hvor guvernøren, delstatskongressen og delstatshøjesteret holder til. Den øverste leder i Michigan er guvernøren, Gretchen Whitmer (D). Michigans kongres består af to kamre, repræsentanternes hus og senatet. Michigans højesteret består af syv dommere. 
Michigan var i 1846 den første delstat i USA, som afskaffede dødsstraf.
Republikanerne dominerede politisk i Michigan frem til Depressionen. I nationale valg har Michigan de senere år stort set stemt for demokraterne, især den østlige del af delstaten. Vest-Michigan og til dels nord domineres af republikanerne, dominansen er særlig stærk i rurale områder. Delstaten som helhed er alligevel demokratisk, da Detroit-området med sine 50 % af indbyggerne i delstaten er stærkt  orienteret mod det demokratiske parti.

## Geografi
Michigan ligger på to halvøer mellem fire af de store søer: Lake Erie, Lake Huron, Lake Michigan og Lake Superior. I nord findes store uberørte skovområder og i syd vidstrakte og meget frugtbare landbrugsarealer. Halvøerne skilles af Mackinacstrædet, og forbindes af Mackinacbroen. Marquette County på den nordlige halvø er med 4.680 km² den største amtskommune i Michigan efter landareal.

### Større byer
De største byer i Michigan er ifølge folketællingen i 2000:
- Detroit, 951.270 indbyggere (kendt som "Motorbyen", Motown)
- Grand Rapids, 197.800 indbyggere ("Møbelbyen")
- Warren, 138.247 indbyggere
- Flint, 124.943 (General Motors' hjemby)
- Sterling Heights, 124.471 indbyggere
- Lansing 119.128 indbyggere (delstatshovedstad)
- Ann Arbor 114.024 indbyggere, (kendt for University of Michigan)
- Livonia, 100.545 indbyggere
- Dearborn, 98.000 indbyggere (Ford Motor Companys hovedkvarter; Henry Fords fødested)

## Demografi
Michigan har 10.120.860 indbyggere (2005). 82 % af indbyggerene er hvide, omtrent 15 % er sorte. Michigan har et relativt højt antal indbyggere født i udlandet, 688.413. 
Michigan har USA's største arabiske samfund. Ca. 20 % af statens indbyggere har tysk-etnisk oprindelse. I Michigans vestlige dele findes USA's største koncentration af folk af hollandsk oprindelse.
82 % af statens indbyggere er kristne. Tre fjerdedele af disse er protestanter, resten er katolikker. Michigan har USA's største koncentration af muslimer, disse bor hovedsagelig i Detroitområdet.